# كبوسين بوثي
كبوسين بوثي (الاسم العلمي:Tropaeolum beuthii) هو نوع من النباتات يتبع جنس الكبوسين من الفصيلة الكبوسينية.